# Étoile d'or de Mirontsy
Maillots
L'Étoile d'Or de Mirontsy (en arabe : النجم الذهبي ميرونتسي), plus couramment abrégé en Étoile d'Or, est un club comorien de football fondé en 1982 et basé à Mirontsy, sur l'île d'Anjouan.

## Palmarès et bilan

### Palmarès
| Compétitions nationales | Compétitions régionales |
| --- | --- |
| - Championnat des Comores (1) : - Champion : 2008. - Vice-champion : 2023-24. - Coupe des Comores : - Finaliste : 1994-95, 2007. | - Championnat d'Anjouan (5) : - Champion : 2003-04, 2008, 2017, 2018 et 2024. - Vice-champion : 2005, 2015, 2019 et 2021-22. |

### Matchs du club en compétitions internationales
| Année | Compétition                   | Tour              | Pays                   | Club           | Résultat         |
| ----- | ----------------------------- | ----------------- | ---------------------- | -------------- | ---------------- |
| 2009  | Ligue des champions de la CAF | Tour préliminaire | Drapeau de la Tanzanie | Young Africans | 1-8 (E), 0-6 (D) |

D : domicile, E : extérieur